# Eden (powieść)
Eden – powieść Stanisława Lema z 1959 roku. Przed wydaniem książkowym publikowana w 1958 roku na łamach gazety Trybuna Robotnicza (numery 211–271).

## Fabuła
W wyniku błędów w obliczeniach rakieta z grupą kosmonautów przymusowo ląduje na planecie Eden. Ludzie rozpoczynają naprawę wbitego w grunt statku, a także badanie planety, która okazuje się zamieszkana przez istoty rozumne. Podczas poznawania nowego środowiska kosmonauci odkrywają niezrozumiałe z ziemskiego punktu widzenia rzeczy i zjawiska, np. działającą automatycznie fabrykę, która najpierw produkuje zaawansowane technologicznie urządzenia elektryczne o nieznanym przeznaczeniu, a następnie przetapia je i wyrabia te produkty z powrotem. Najbardziej jednak niezrozumiały wydaje się Ziemianom system społeczny, w którym egzystują dubelty (jak nazwali Edeńczyków). Na czele stoi anonimowy władca, udający swe nieistnienie, nazwany przez kosmonautów tyranem bez twarzy.
Wiodącą technologią jest bioinżynieria, która za pomocą manipulacji genetycznych usiłuje wytworzyć lepszą rasę. Wytwory nieudanych eksperymentów są uśmiercane.
Poza jednym wyjątkiem w powieści nie występują imiona ani nazwiska bohaterów, są oni nazywani zgodnie z ich zawodem: Chemik, Cybernetyk, Fizyk, Inżynier (Henryk), Koordynator oraz Doktor, który jest tu jedynym humanistą, wyróżnionym przez autora, w którym Andrzej Stoff widzi alter ego samego pisarza.
Eden jest jedyną (poza groteskowymi postaciami z Dzienników gwiazdowych czy Inwazji z Aldebarana) powieścią Stanisława Lema, w której stworzył i opisał przedstawicieli cywilizacji pozaziemskiej – dubelty.

## Odbiór
Andrzej Stoff ocenia, że Eden tworzy wraz z Niezwyciężonym i Powrotem z gwiazd swoistą trylogię „krainy wszechmożliwości”, która „bada sprawność konwencji s-f w podejmowaniu problemu kontaktu”. Wspólnymi cechami utworów są: „bezpośrednie wprowadzenie w (...) nurt wydarzeń i nieokreślona perspektywa czasu akcji”. Krytyk widzi wymienione powieści (wraz z Głosem Pana) jakby były rozdziałami „stale uzupełnianego i poprawianego traktatu o poznaniu i porozumieniu, a raczej o niemożności ich pełnego zrealizowania”. Analizując konstrukcję powieści Stoff ocenia, że nie obowiązuje tu, powszechnie spotykana we wczesnych powieściach fantastycznonaukowych, zasada opisywania „momentów decydujących” w historii ludzkości, zwykle pierwszych wypraw kosmicznych, zaś główną zasadą budowy opisywanych światów jest „sugerowanie czytelnikowi, że niezwykłe rzeczy opisywane w powieści są czymś oczywistym w tamtym świecie”. Nieznany cel i czas trwania lotu, wtrącane tylko wzmianki o załodze, wyposażeniu, wielkości statku itp „sprawiają wrażenie, że jest to jeden z licznych lotów służbowych”. Taka pisarska taktyka jest zdecydowanie odmienna od tej, „która kazała zapełniać całe strony (...) opisami wspaniałej techniki przyszłości”. Potwierdza to Maciej Płaza, pisząc, że „rezygnując z objaśniania zasady działania fikcyjnych urządzeń, celu podróży, tła politycznego czy społecznego, Lem uzyskuje iluzję realności” – „skoro więc przemilczany, czyli nieistotny jest cel wyprawy bohaterów Edenu, w fikcyjnej rzeczywistości musi on być zwyczajny i powszedni”.
Maciej Płaza pisze, że Eden jest przełomowy w twórczości Lema, gdyż wraz ze Śledztwem stanowią cezurę między początkowym okresem a twórczością dojrzałą. Ujawnia się to przede wszystkim w pozbyciu się „bagażu politycznego”. W przypadku Edenu doszło nawet do odwrócenia wymowy – powieść jest polityczna, ale „z odwróconym znakiem: nie jest apologią komunizmu, ale antytotalitarną satyrą”, poddając krytyce „praktykę fałszowania rzeczywistości przez manipulowanie językiem”. Innym wskaźnikiem przełomowości powieści jest zastosowana technika narracyjna – „przykład dojrzałej konwencji s-f”. Naukowiec pisze, że Lem odrzucił tu konwencję historii przyszłości, wybierając schemat powieści-zagadki, tworząc w ten sposób „uniwersalny model sytuacji poznawczej, pełnowartościową parabolę epistemologiczną”.
Stoff przytacza także opinie innych krytyków z okresu ukazania się powieści, pisząc, że mieli oni kłopoty z interpretacją utworu. Niektóre recenzje dowodziły niezrozumienia utworu, o czym świadczyły „ogólnikowe i mętne sformułowania”.
Sam autor w rozmowie ze Stanisławem Beresiem ocenił powieść jako „taką sobie”, „drugorzędną literaturę”, „pisarsko skażoną schematyzmem bohaterów i płaskim widzeniem świata”, niemniej przyznaje, że jest to powieść „którą się «czyta»”, lepsza od typowej literatury fantastycznonaukowej.

### Interpretacja
Lem w trakcie pisania powieści i po jej wydaniu bardzo mało się wypowiadał na jej temat, i to zarówno publicznie, jak i w korespondencji do przyjaciół. Wojciech Orliński wysuwa hipotezę, że nie chciał o niej mówić gdyż „za bardzo się w tej książce odsłonił”. Dziennikarz sugeruje, że w fabułę wplecione są wspomnienia pisarza z wydarzeń lwowskich 1941 r. i getta.

## Czytaj też
- Stoff A., 2005, ""Eden" Stanisława Lema, czyli semantyka powieści jako przedmiot aluzji i sugestii", w: Polska literatura fantastyczna. Interpretacje, red. Andrzej Stoff & Dariusz Brzostek, UMK